# مایو میندا
مایو میندا (انگلیسی: Mayu Mineda؛ زادهٔ ۲۸ نوامبر ۱۹۹۷) صداپیشه اهل ژاپن است. وی از سال ۲۰۱۸ میلادی تاکنون مشغول فعالیت بوده‌است.